# Бельмонте-Кастелло
Бельмонте-Кастелло (итал. Belmonte Castello) — коммуна в Италии, располагается в регионе Лацио, в провинции Фрозиноне.
Население составляет 779 человек (2008 г.), плотность населения составляет 55 чел./км². Занимает площадь 14 км². Почтовый индекс — 3040. Телефонный код — 0776.
Покровителем коммуны почитается святитель Николай Мирликийский, празднование 6 декабря.

## Демография
Динамика населения:

## Администрация коммуны
- Официальный сайт: http://www.comune.belmontecastello.fr.it/